# Bangalore Choir
Bangalore Choir is een Amerikaanse hardrockband, geformeerd in 1991. Ze werden geformeerd door de voormalige frontman van Accept, David Reece, en de gitaristen Curt Mitchell en John Kirk (beide voorheen van Razor Maid).

## Bezetting

### Huidige bezetting
- David Reece (leadzang)
- Curt Mitchell (gitaar)
- Andy Susemihl (gitaar)
- Danny Greenberg (basgitaar
- Rene Letters (drums)

### Voormalige leden
- John Kirk (gitaar)
- Ian Mayo (basgitaar)
- Jackie Ramos (drums)
- Hans in 't Zandt (drums)

## Geschiedenis
Bassist Ian Mayo en drummer Jackie Ramos zijn afkomstig van Hericane Alice, toekomstige leden van de band Bad Moon Rising met Whitesnake/Dio-gitarist Doug Aldrich en Lion/Tytan-zanger Kal Swann. Hun debuutalbum On Target werd geproduceerd door Max Norman en bevatte nummers die mede werden geschreven door Jon Bon Jovi en Aldo Nova. Ondanks het feit dat er grote namen bij betrokken waren, was het album geen succes en de band ging uit elkaar. Mayo en Ramos stapten over naar de band Bad Moon Rising. Mayo ging ook door met de band Burning Rain. Reece formeerde de band Sircle of Silence, voordat hij uit het muziekcircuit verdween. Curt Mitchell is nu gitaardocent in Nevada en heeft zijn eigen gitaarsite.
In 2010 staken er geruchten de kop op over een reünie, waarbij Reece de drijvende kracht was. John Kirk, Ian Mayo en Jackie Ramos weigerden aanbiedingen om weer bij de band te komen, maar Curt Mitchell accepteerde dit, evenals de oorspronkelijke bassist Danny Greenberg. Deze drie oorspronkelijke leden, samen met nieuwe gitarist Andy Susemihl (voorheen van U.D.O.) en drummer Hans in 't Zandt maakten in de lente en zomer van 2010 het nieuwe album Cadence met Bangalore Choir, dat werd uitgebracht op 23 september 2010 via het Duitse label AOR Heaven. In november 2011 verklaarde de Facebook-pagina van David Reece dat zang was voltooid op het nieuwe album Metaphor van Bangalore Choir, dat werd uitgebracht in april 2012.

## Discografie

### Studioalbums
- 1992: On Target
- 2010: Cadence
- 2012: Metaphor

### Livealbums
- 2011: All or Nothin' - Live at Firefest

### Promotie ep's
- 1992: Selections from On Target